# Liste des espèces du genre Drymaeus

Drymaeus est un genre d'escargots néotropicaux de la famille des Bulimulidae. 

## Liste d'espèces
Selon World Register of Marine Species (29 novembre 2022) :
- Drymaeus abruptus (Rolle, 1904)
- Drymaeus abyssorum (d'Orbigny, 1835)
- Drymaeus acervatus (L. Pfeiffer, 1857)
- Drymaeus acobambensis Weyrauch, 1967
- Drymaeus acuminatus Da Costa, 1906
- Drymaeus aequatorianus (E. A. Smith, 1877)
- Drymaeus aestivus (L. Pfeiffer, 1857)
- Drymaeus alabastrinus Da Costa, 1906
- Drymaeus albolabiatus (E. A. Smith, 1877)
- Drymaeus albostriatus (Strebel, 1882)
- Drymaeus alsophilus (Phillipi, 1867)
- Drymaeus altenai Breure, 1976
- Drymaeus amandus (L. Pfeiffer, 1855)
- Drymaeus ambustus (Reeve, 1849)
- Drymaeus amoenus (L. Pfeiffer, 1847)
- Drymaeus anceps (Albers, 1854)
- Drymaeus andai Jousseaume, 1898
- Drymaeus angulobasis Pilsbry, 1944
- Drymaeus angustus Da Costa, 1906
- Drymaeus annulatus (Reeve, 1849)
- Drymaeus apicepunctatus (Preston, 1914)
- Drymaeus arcuatostriatus (L. Pfeiffer, 1855)
- Drymaeus attenuatus (L. Pfeiffer, 1853)
- Drymaeus aurantiostomus F. G. Thompson & Deisler, 1982
- Drymaeus aureolus (Guppy, 1866)
- Drymaeus aurifluus (L. Pfeiffer, 1857)
- Drymaeus auris (L. Pfeiffer, 1866)
- Drymaeus aurisratti (Philippi, 1867)
- Drymaeus baezensis (Hidalgo, 1869)
- Drymaeus bahamensis (L. Pfeiffer, 1862)
- Drymaeus baranguillanus (L. Pfeiffer, 1853)
- Drymaeus bartletti (H. Adams, 1867)
- Drymaeus basitorus F. Haas, 1951
- Drymaeus bequaerti Weyrauch, 1956
- Drymaeus beyerleanus (Hupé, 1857)
- Drymaeus binominis (E. A. Smith, 1895)
- Drymaeus bivittatus (G. B. Sowerby I, 1833)
- Drymaeus bogotensis (L. Pfeiffer, 1855)
- Drymaeus bolivarii (d'Orbigny, 1835)
- Drymaeus bolivianus (L. Pfeiffer, 1846)
- Drymaeus botterii (Crosse & P. Fischer, 1875)
- Drymaeus bourcieri (L. Pfeiffer, 1853)
- Drymaeus brachysoma (d'Orbigny, 1835)
- Drymaeus branneri F. Baker, 1914
- Drymaeus broadwayi (E. A. Smith, 1896)
- Drymaeus bucia (L. Pfeiffer, 1859)
- Drymaeus buckleyi (G. B. Sowerby III, 1895)
- Drymaeus bugabensis (E. von Martens, 1893)
- Drymaeus cactivorus (Broderip, 1832)
- Drymaeus canaliculatus (L. Pfeiffer, 1845)
- Drymaeus canarius (L. Pfeiffer, 1867)
- Drymaeus cantatus (Reeve, 1848)
- Drymaeus carandaitensis (Preston, 1907)
- Drymaeus castaneostrigatus Da Costa, 1906
- Drymaeus castilhensis Simone & Amaral, 2018
- Drymaeus castus (L. Pfeiffer, 1847)
- Drymaeus catenae F. Haas, 1952
- Drymaeus caucaensis (Da Costa, 1898)
- Drymaeus cecileae (J. Moricand, 1858)
- Drymaeus celendinensis Weyrauch, 1956
- Drymaeus championi (E. von Martens, 1893)
- Drymaeus chanchamayensis (Hidalgo, 1870)
- Drymaeus chevallieri Breure, 1976
- Drymaeus chiapasensis (L. Pfeiffer, 1866)
- Drymaeus chimborasensis (Reeve, 1848)
- Drymaeus chiriquiensis DaCosta, 1901
- Drymaeus chrysomelas (E. von Martens, 1867)
- Drymaeus clarus (L. Pfeiffer, 1857)
- Drymaeus clathratus (L. Pfeiffer, 1858)
- Drymaeus coarctatus (L. Pfeiffer, 1845)
- Drymaeus coelestini F. Haas, 1952
- Drymaeus cognatus Pilsbry, 1901
- Drymaeus colimensis (Rolle, 1895)
- Drymaeus colombianus (I. Lea, 1838)
- Drymaeus columbiensis (L. Pfeiffer, 1855)
- Drymaeus combinai (Weyrauch, 1958)
- Drymaeus confluens (L. Pfeiffer, 1855)
- Drymaeus conicus DaCosta, 1907
- Drymaeus conus Pilsbry, 1901
- Drymaeus convexus (L. Pfeiffer, 1855)
- Drymaeus costaricensis (L. Pfeiffer, 1862)
- Drymaeus costatus Breure & Vega-Luz, 2021
- Drymaeus cozumelensis H. G. Richards, 1937
- Drymaeus cucullus (Morelet, 1849)
- Drymaeus currais Simone, Belz & Gernet, 2020
- Drymaeus cuticula (L. Pfeiffer, 1855)
- Drymaeus cuzcoensis (Reeve, 1849)
- Drymaeus cylindricus DaCosta, 1901
- Drymaeus dacostae (G. B. Sowerby III, 1892)
- Drymaeus dakryodes Salvador, Cavallari & Simone, 2015
- Drymaeus decoloratus (G. B. Sowerby I, 1833)
- Drymaeus decoratus (I. Lea, 1838)
- Drymaeus delphinae (J. Moricand, 1858)
- Drymaeus denticulus Breure & Borrero, 2019
- Drymaeus depictus (Reeve, 1849)
- Drymaeus discrepans (G. B. Sowerby I, 1833)
- Drymaeus dombeyanus (L. Pfeiffer, 1842)
- Drymaeus dominicus (Reeve, 1850)
- Drymaeus dormani (W. G. Binney, 1857)
- Drymaeus droueti (L. Pfeiffer, 1857)
- Drymaeus dubius (L. Pfeiffer, 1853)
- Drymaeus dunkeri (L. Pfeiffer, 1846)
- Drymaeus duplexannulus Breure & Borrero, 2019
- Drymaeus dutaillyi (L. Pfeiffer, 1857)
- Drymaeus edmuelleri (Albers, 1854)
- Drymaeus elsteri DaCosta, 1901
- Drymaeus emeus (Say, 1829)
- Drymaeus eucosmetus F. Haas, 1955
- Drymaeus euryostomus (Philippi, 1867)
- Drymaeus eusterius Pilsbry, 1944
- Drymaeus exoticus Da Costa, 1901
- Drymaeus expansus (L. Pfeiffer, 1848)
- Drymaeus expatriatus (Preston, 1909)
- Drymaeus extraneus (F. Haas, 1955)
- Drymaeus fabrefactus (Reeve, 1848)
- Drymaeus fallax (L. Pfeiffer, 1853)
- Drymaeus farrisi (L. Pfeiffer, 1858)
- Drymaeus fasciarum Pilsbry, 1939
- Drymaeus felix (L. Pfeiffer, 1862)
- Drymaeus fenestratus (L. Pfeiffer, 1846)
- Drymaeus fenestrellus (E. von Martens, 1863)
- Drymaeus feriatus (Reeve, 1848)
- Drymaeus fidustus (Reeve, 1849)
- Drymaeus flavidulus (E. A. Smith, 1877)
- Drymaeus flavidus (Menke, 1829)
- Drymaeus flexilabris (L. Pfeiffer, 1854)
- Drymaeus flexuosus (L. Pfeiffer, 1853)
- Drymaeus flossdorfi (Holmberg, 1909)
- Drymaeus fordii Pilsbry, 1898
- Drymaeus fucatus (Reeve, 1848)
- Drymaeus fuscobasis (E. A. Smith, 1877)
- Drymaeus fusoides (d'Orbigny, 1835)
- Drymaeus gabbi (Angas, 1879)
- Drymaeus geometricus (L. Pfeiffer, 1846)
- Drymaeus gereti Ancey, 1901
- Drymaeus germaini (Ancey, 1892)
- Drymaeus ghiesbreghti (L. Pfeiffer, 1866)
- Drymaeus gibber F. Haas, 1949
- Drymaeus glaucostomus (Albers, 1852)
- Drymaeus goianensis Dutra-Clarke & Souza, 1991
- Drymaeus gorgonensis F. Haas, 1966
- Drymaeus granadensis (L. Pfeiffer, 1848)
- Drymaeus gueinzii (L. Pfeiffer, 1857)
- Drymaeus hamadryas (Philippi, 1867)
- Drymaeus hegewischi (L. Pfeiffer, 1842)
- Drymaeus henrypilsbry (Weyrauch, 1958)
- Drymaeus henselii (E. von Martens, 1868)
- Drymaeus hensellii (E. von Martens, 1868)
- Drymaeus hepaticus (Albers, 1854)
- Drymaeus hepatostomus (L. Pfeiffer, 1861)
- Drymaeus heterogeneus (L. Pfeiffer, 1866)
- Drymaeus hidalgoi (S. I. DaCosta, 1898)
- Drymaeus hjalmarsoni (L. Pfeiffer, 1856)
- Drymaeus hondurasanus (L. Pfeiffer, 1846)
- Drymaeus hygrohylaeus (d'Orbigny, 1835)
- Drymaeus hyltoni Parodiz, 1957
- Drymaeus icterostomus (E. von Martens, 1901)
- Drymaeus immaculatus (C. B. Adams in Reeve, 1850)
- Drymaeus imperfectus (Guppy, 1866)
- Drymaeus inca M. Smith, 1943
- Drymaeus inclinatus (L. Pfeiffer, 1862)
- Drymaeus inconspicuus (F. Haas, 1949)
- Drymaeus inglorius (Reeve, 1848)
- Drymaeus iniurius Breure & Borrero, 2019
- Drymaeus insulaecygni W. F. Clapp, 1914
- Drymaeus intermissus Breure & Borrero, 2019
- Drymaeus interpictus (E. von Martens, 1867)
- Drymaeus interpunctus (E. von Martens, 1887)
- Drymaeus interruptus (Preston, 1909)
- Drymaeus intrapictus Pilsbry, 1930
- Drymaeus inusitatus (Fulton, 1900)
- Drymaeus iodostomus (Deville & Hupé, 1850)
- Drymaeus irazuensis (Angas, 1878)
- Drymaeus iris (Piaget, 1914)
- Drymaeus jonasi (L. Pfeiffer, 1846)
- Drymaeus josephus (Angas, 1878)
- Drymaeus joubini Germain, 1907
- Drymaeus jousseaumei Dautzenberg, 1901
- Drymaeus keppelli (L. Pfeiffer, 1854)
- Drymaeus koppeli (G. B. Sowerby III, 1892)
- Drymaeus lacteus (I. Lea, 1838)
- Drymaeus laetus (Reeve, 1849)
- Drymaeus lamas (Higgins, 1868)
- Drymaeus laticinctus (Guppy, 1868)
- Drymaeus latitestus F. Haas, 1952
- Drymaeus lattrei (L. Pfeiffer, 1846)
- Drymaeus laxostylus (Rolle, 1904)
- Drymaeus leai Pilsbry, 1898
- Drymaeus lentiginosus (Philippi, 1869)
- Drymaeus leucomelas (Albers, 1854)
- Drymaeus libertadensis Pilsbry, 1898
- Drymaeus lilacinus (Reeve, 1849)
- Drymaeus liliaceus (A. Férussac, 1832)
- Drymaeus limicolarioides F. Haas, 1936
- Drymaeus lineolatus (Conrad, 1855)
- Drymaeus linostoma (d'Orbigny, 1835)
- Drymaeus lirinus (Morelet, 1851)
- Drymaeus livescens (L. Pfeiffer, 1842)
- Drymaeus lividus (Reeve, 1850)
- Drymaeus loxanus (E. T. Higgins, 1872)
- Drymaeus loxensis (L. Pfeiffer, 1846)
- Drymaeus luculentus Breure & Vega-Luz, 2021
- Drymaeus lusorius (L. Pfeiffer, 1855)
- Drymaeus magus (J. A. Wagner, 1827)
- Drymaeus malleatus (d'Orbigny, 1835)
- Drymaeus manupictus (Reeve, 1848)
- Drymaeus marcapatensis Breure, 1979
- Drymaeus marmarinus (d'Orbigny, 1835)
- Drymaeus mayaorum Rehder, 1966
- Drymaeus meesi Breure, 1976
- Drymaeus megas Pilsbry, 1944
- Drymaeus megastomus Parodiz, 1962
- Drymaeus membielinus (Crosse, 1867)
- Drymaeus membranaceus (Philippi, 1846)
- Drymaeus meridanus (L. Pfeiffer, 1846)
- Drymaeus mexicanus (Lamarck, 1822)
- Drymaeus micropyrus Simone & Amaral, 2018
- Drymaeus miliaris (Philippi, 1867)
- Drymaeus miltochrous (Albers, 1854)
- Drymaeus minor (d'Orbigny, 1837)
- Drymaeus monilifer (Reeve, 1848)
- Drymaeus morbidus (Philippi, 1867)
- Drymaeus moricandi (L. Pfeiffer, 1847)
- Drymaeus moritinctus (E. von Martens, 1893)
- Drymaeus mossi (E. A. Smith, 1896)
- Drymaeus moussoni (L. Pfeiffer, 1853)
- Drymaeus muelleggeri Jaeckel, 1927
- Drymaeus muliebris (Reeve, 1849)
- Drymaeus multifasciatus (Lamarck, 1822)
- Drymaeus multiguttatus Weyrauch, 1964
- Drymaeus multilineatus (Say, 1825)
- Drymaeus murrinus (Reeve, 1848)
- Drymaeus narcissus (Albers, 1854)
- Drymaeus necaxanus Solem, 1955
- Drymaeus niceforonis Pilsbry, 1939
- Drymaeus nigroapicatus (L. Pfeiffer, 1857)
- Drymaeus nigrofasciatus (L. Pfeiffer in Philippi, 1846)
- Drymaeus nigrogularis (Dohrn, 1882)
- Drymaeus nitidus (Broderip, 1832)
- Drymaeus notabilis Da Costa, 1906
- Drymaeus notatus Da Costa, 1906
- Drymaeus nystianus (L. Pfeiffer, 1853)
- Drymaeus ochrocheilus (E. A. Smith, 1877)
- Drymaeus oreades (d'Orbigny, 1835)
- Drymaeus orthostoma (E. A. Smith, 1877)
- Drymaeus paeteli (Albers, 1854)
- Drymaeus palassus Breure, 1981
- Drymaeus pamplonensis Pilsbry, 1939
- Drymaeus papyraceus (Mawe, 1823)
- Drymaeus papyrifactus Pilsbry, 1898
- Drymaeus paravicignyi Pilsbry, 1930
- Drymaeus parvicygni Pilsbry, 1930
- Drymaeus paucipunctus (Pilsbry, 1898)
- Drymaeus pealianus (I. Lea, 1838)
- Drymaeus peelii (Reeve, 1859)
- Drymaeus perductorum Rehder, 1943
- Drymaeus pereirai Parodiz, 1958
- Drymaeus pergracilis (Rolle, 1904)
- Drymaeus pertristis Pilsbry, 1898
- Drymaeus pervariabilis (L. Pfeiffer, 1853)
- Drymaeus petasites (K. Miller, 1878)
- Drymaeus phryne (L. Pfeiffer, 1863)
- Drymaeus pilsbryi Zetek, 1933
- Drymaeus planibasis Pilsbry, 1932
- Drymaeus pluvialis (L. Pfeiffer, 1862)
- Drymaeus poecilus (d'Orbigny, 1835)
- Drymaeus polygramma (S. Moricand, 1836)
- Drymaeus ponsonbyi DaCosta, 1907
- Drymaeus praetextus (Reeve, 1849)
- Drymaeus protractus (L. Pfeiffer, 1855)
- Drymaeus pseudelatus F. Haas, 1951
- Drymaeus pseudobesus Breure, 1979
- Drymaeus pseudofusoides Da Costa, 1906
- Drymaeus puellaris (Reeve, 1850)
- Drymaeus pulchellus (Broderip, 1832)
- Drymaeus pulcherrimus (H. Adams, 1867)
- Drymaeus punctatus Da Costa, 1907
- Drymaeus puncticulatus (L. Pfeiffer, 1857)
- Drymaeus quadrifasciatus (Angas, 1878)
- Drymaeus rabuti (Jousseaume, 1898)
- Drymaeus rawsoni (Guppy, 1871)
- Drymaeus recedens (L. Pfeiffer, 1864)
- Drymaeus recluzianus (L. Pfeiffer, 1847)
- Drymaeus rectilineatus (L. Pfeiffer, 1855)
- Drymaeus regularis Fulton, 1905
- Drymaeus rhoadsi Pilsbry, 1932
- Drymaeus riberoi Ihering, 1915
- Drymaeus rosalbus Pilsbry, 1932
- Drymaeus roseatus (Reeve, 1848)
- Drymaeus rosenbergi Da Costa, 1906
- Drymaeus rubrovariegatus (E. T. Higgins, 1868)
- Drymaeus rudis (Anton, 1838)
- Drymaeus rufescens (J. E. Gray, 1825)
- Drymaeus rufolineatus (Drouët, 1859)
- Drymaeus rugistriatus F. Haas, 1952
- Drymaeus saccatus (L. Pfeiffer, 1855)
- Drymaeus sachsei (Albers, 1854)
- Drymaeus sallei Pilsbry, 1899
- Drymaeus sanctaemarthae Pilsbry, 1901
- Drymaeus sargi (Crosse & P. Fischer, 1875)
- Drymaeus schadei Quintana & Magaldi, 1985
- Drymaeus schmidti (L. Pfeiffer, 1854)
- Drymaeus schunkei F. Haas, 1949
- Drymaeus scitulus (Reeve, 1849)
- Drymaeus scoliodes Dautzenberg, 1902
- Drymaeus selli (Preston, 1909)
- Drymaeus semifasciatus (Mousson, 1869)
- Drymaeus semimaculatus Pilsbry, 1898
- Drymaeus semipellucidus (Tristram, 1861)
- Drymaeus semistriatus F. Haas, 1955
- Drymaeus sentatus Oliveira, Silveira e Sà & Bessa, 1992
- Drymaeus serenus (Philippi, 1867)
- Drymaeus serperastrum (Say, 1829)
- Drymaeus serratus (L. Pfeiffer, 1855)
- Drymaeus shattucki Bequaert & Clench, 1931
- Drymaeus signifer (L. Pfeiffer, 1855)
- Drymaeus silvanus Zilch, 1953
- Drymaeus similaris (J. Moricand, 1856)
- Drymaeus siolii F. Haas, 1952
- Drymaeus smithii (Da Costa, 1898)
- Drymaeus solidus (Preston, 1907)
- Drymaeus sophiae Breure, 1979
- Drymaeus souzalopesi Weyrauch, 1965
- Drymaeus spadiceus Da Costa, 1906
- Drymaeus spectatus (Reeve, 1849)
- Drymaeus stigmaticus (Philippi, 1867)
- Drymaeus stramineus (Guilding, 1824)
- Drymaeus strigatus (G. B. Sowerby I, 1833)
- Drymaeus studeri (L. Pfeiffer, 1847)
- Drymaeus subeffusus (Philippi, 1869)
- Drymaeus subhybridus (da Costa, 1906)
- Drymaeus subinterruptus (L. Pfeiffer, 1853)
- Drymaeus subpellucidus (E. A. Smith, 1877)
- Drymaeus subsemiclausus (Petit de la Saussaye, 1843)
- Drymaeus subsimilaris Pilsbry, 1898
- Drymaeus subventricosus Da Costa, 1901
- Drymaeus succineus Pilsbry, 1901
- Drymaeus sulcosus (L. Pfeiffer, 1841)
- Drymaeus sulphureus (L. Pfeiffer, 1857)
- Drymaeus suprapunctatus F. Baker, 1914
- Drymaeus surinamensis Vernhout, 1914
- Drymaeus sykesi Da Costa, 1906
- Drymaeus tenuilabris (L. Pfeiffer, 1866)
- Drymaeus tigrinus (DaCosta, 1898)
- Drymaeus totonacus (Strebel, 1882)
- Drymaeus translucens (Broderip, 1832)
- Drymaeus translucidus Weyrauch, 1967
- Drymaeus tribalteatus (Reeve, 1848)
- Drymaeus trigonostomus (Jonas, 1844)
- Drymaeus trimarianus (E. von Martens, 1893)
- Drymaeus tripictus (Albers, 1857)
- Drymaeus tropicalis (Morelet, 1849)
- Drymaeus trujillensis (Philippi, 1867)
- Drymaeus tryoni (Crosse & P. Fischer, 1875)
- Drymaeus tzubi Dourson, Caldwell & Dourson, 2018
- Drymaeus uhdeanus (E. von Martens, 1863)
- Drymaeus umbraticus (Reeve, 1849)
- Drymaeus undulatus (Guilding, 1828)
- Drymaeus valentini Breure & Vega-Luz, 2020
- Drymaeus ventricosus (Preston, 1907)
- Drymaeus verecundus Breure & Mogollón, 2019
- Drymaeus vernhouti Breure, 1976
- Drymaeus vespertinus (L. Pfeiffer, 1858)
- Drymaeus vexillum (W. Wood, 1828)
- Drymaeus vicinus (Preston, 1907)
- Drymaeus villavicioensis Breure, 1977
- Drymaeus vincentinus (L. Pfeiffer, 1846)
- Drymaeus virginalis (L. Pfeiffer, 1856)
- Drymaeus virgulatus (A. Férussac, 1821)
- Drymaeus volsus Fulton, 1907
- Drymaeus waldoschmidti Parodiz, 1962
- Drymaeus weeksi Pilsbry, 1926
- Drymaeus wintlei Finch, 1929
- Drymaeus yapacanensis Breure, 1981
- Drymaeus zhorquinensis (Angas, 1879)
- Drymaeus ziczac (Da Costa, 1898)
- Drymaeus ziegleri (L. Pfeiffer, 1847)
- Drymaeus zilchi F. Haas, 1955
- Drymaeus zingarensis Restrepo & Breure, 1987
- Drymaeus zoographica (d'Orbigny, 1835)